# Локалитет Брњица
Локалитет Брњица се налази у долини Брњичке реке, на 500 до 700m удаљености од њеног ушћа у Дунав и представља непокретно културно добро као археолошко налазиште.
На локалитету откривени на два места остаци римских преградних зидова (клаузуре). Локалитет је 1970. године, у време изградње ХЕ Ђердап делимично истражен. Откривен је један зид дебљине 1,2m и дужине 6,5m и други који је био дуг 31m, а дебео 1,5m. Зидани су од ломљеног камена и кречног малтера. Овакви зидови су у систему римске војне границе на Дунаву имали улогу да као преграда онемогуће непријатељске војнике да лако прођу кроз важне стратешке тачке.